# Villa Wenger (Drusenheim)
 (juin 2018).
Si vous disposez d'ouvrages ou d'articles de référence ou si vous connaissez des sites web de qualité traitant du thème abordé ici, merci de compléter l'article en donnant les références utiles à sa vérifiabilité et en les liant à la section « Notes et références ».
La Villa Wenger est une imposante villa située à Drusenheim en Alsace.

## Caractéristiques
La villa est située au centre de Drusenheim à côté du pont principal sur la Moder. Elle se trouve au cœur d'un jardin de 0,5 hectare, planté d'essences diverses et nécessite pour son entretien de nombreux jardiniers.

## Histoire
La riche famille Wenger, dont l'un des membres les plus importants, Georges Wenger, fut maire de Drusenheim de 1850 à 1895, fait construire en 1900 cette demeure en face de celle de la famille Huber, autre famille fortunée de la ville.
Les propriétaires quittent leur villa en 1939 à cause de la Seconde Guerre mondiale et comme d'autres évacuent l'Alsace envahie par les armées du Troisième Reich. La villa est ravagée par les bombardements américains du 14 février 1945.
Elle est reconstruite après 1945 et ne se trouve alors plus directement sur la route, mais au cœur d'un jardin.
La villa est devenue de 2014 jusqu'en novembre 2023 le siège de la communauté de communes du Pays Rhénan.